# Station Rennes-La Poterie
Station Rennes-La Poterie is een spoorweghalte in de buitenwijken van de Franse gemeente Rennes op de lijn  Châteaubriant - Rennes, kilometerpunt 56.255.
De halte ligt op 50 m hoogte. Zij werd, als bijkomende stopplaats op de lijn, geopend op 5 september 1994. 
Zij wordt bediend door treinen van de TER Bretagne op het traject Châteaubriant – Rennes.
Er is geen stationsgebouw enkel twee schuilhokken.
Er is ook een metrostation in Rennes met de naam La Poterie, maar dat ligt op meer dan een kilometer van de spoorweghalte.